# Južnoafriški gepard
Južnoafriški gepard (znanstveno ime Acinonyx jubatus jubatus) je nominirana podvrsta geparda, ki izvira iz vzhodne in južne Afrike. Južnoafriški gepard živi predvsem v nižinskih območjih in puščavah Kalaharija, savanah Okavangove delte in na traviščih regije Transvaal v Južni Afriki. V Namibiji so gepardi večinoma na kmetijskih zemljiščih.

## Taksonomija
Južnoafriškega geparda je prvi opisal nemški naravoslovec Johann Christian Daniel von Schreber v svoji knjigi Die Säugethiere in Abbildungen nach der Natur mit Beschreibungen (Sesalci, ilustrirani kot v Naravi z opisi), objavljeni leta 1775. Schreber je vrsto opisal na podlagi primerka z Rta dobrega upanja. Zato je nominirana podvrsta. Subpopulaciji sta bili imenovani "južnoafriški gepard" in "namibijski gepard."
Po Schreberjevem opisu so tudi drugi naravoslovci in zoologi opisali osebke gepardov iz mnogih delov južne in vzhodne Afrike, ki danes veljajo za sinonime A. j. jubatus:
- Felis guttata, ki ga je leta 1804 predlagal Johann Hermann;
- Felis fearonii, ki ga je leta 1834 predlagal Andrew Smith;
- Felis lanea, ki ga je leta 1877 predlagal Philip Sclater;[6]
- Acinonyx jubatus obergi, ki ga je leta 1913 predlagal Max Hilzheimer;[7]
- Acinonyx jubatus ngorongorensis, ki ga je leta 1913 predlagal Hilzheimer na osnovi primerka iz Ngorongoroa, Nemška vzhodna Afrika;
- Acinonyx jubatus velox, ki ga je leta 1913 predlagal Edmund Heller na podlagi geparda, ki ga je Kermit Roosevelt ustrelil junija 1909 v kenijskem višavju.[8]
- Acinonyx rex, ki ga je leta 1927 predlagal Reginald Innes Pocock na podlagi primerka iz gorovja Umvukwe v Rodeziji.[9]

Leta 2005 so avtorji knjige  Mammal Species of the World združili A. j. guttata, A. j. lanea, A. j. obergi in A. j. rex pod A j. jubatus, hkrati pa priznava A. j. raineyi in A. j. velox kot veljavne taksone in glede na P. l. ngorongorensis kot sinonim za raineyi.
Leta 2017 je delovna skupina za klasifikacijo mačk skupine strokovnjakov za mačke vse populacije gepardov iz večine delov vzhodne in južne Afrike vključila v skupino A. j. jubatus, s čimer je postala najbolj razširjena podvrsta na celini.

## Evolucijska zgodovina
Od zgodnjega pleistocena so bili najzgodnejši fosili afriškega geparda najdeni v spodnjih ležiščih soteske Olduvai v severni Tanzaniji, in ugotovljeno je bilo, da so fosili geparda v južni Afriki stari 3,5 do 3,0 milijona let. Jugovzhodnoafriški gepard je druga najstarejša podvrsta.
Gepardi iz Afrike in Azije so prej veljali za genetsko enake drug drugemu. Raziskave in analize DNK so se začele v zgodnjih 1990-ih in so pokazale, da sta južnoafriški in vzhodnoafriški gepard res ločeni podvrsti.
Do septembra 2009 je veljalo, da je azijski gepard enak afriškim. Stephen J. O'Brien iz Laboratorija za genomsko raznolikost Nacionalnega inštituta za raka je menil, da so med seboj ločeni le 5000 let, kar ni dovolj časa, da bi jih razvrstili kot ločene podvrste.
V začetku leta 2011 so rezultati filogeografske analize 94 vzorcev gepardov iz muzejskih zbirk, divjih osebkov in osebkov v ujetništvu, pokazali, da se jugovzhodnoafriški in azijski gepardi genetsko razlikujejo in da so se verjetno ločili pred med 32.000 in 67.000 leti. Podatki mitohondrijske DNK kažejo, da vzorci gepardov iz vzhodne Afrike niso imeli skupnega haplotipa z vzorci iz južne Afrike, čeprav je en haplotip, prisoten v vzorcih gepardov iz Tanzanije in Kenije, združen z vzorci iz Južne Afrike. Ppopulacije v vzhodni Afriki bi lahko izhajale iz razmeroma nedavnega dogodka ponovne kolonizacije. Razhajanje med populacijami gepardov v južni, vzhodni in severni Afriki je prišlo med 6700 in 32400 leti.

## Genetika
Zgodovinsko gledano so menili, da so gepardi genetsko homogeni. Leta 2011 so rezultati filogeografske študije pokazali, da so populacije azijskih gepardov in gepardov v Afriki genetsko ločene in ločene pred 32.000 in 67.000 leti.
Volnatega geparda je v poznem 19. stoletju odkril angleški zoolog Philip Sclater. Veljal je za ločeno vrsto geparda, ki je imel debelejše telo ter daljše in gostejše krzno. Pridobljenih je bilo več primerkov. Ta bitja so lahko iste vrste kot današnji gepard, vendar imajo genetsko nagnjenost k dolgemu kožuhu. Leta 1877 je Sclater iz Zoološkega društva London pisal o nedavni pridobitvi živalskega vrta. Leta 1878 so v Južnoafriškem muzeju poročali o drugem volnatem gepardu kot ohranjenem primerku. Tako londonski kot južnoafriški primerki so prišli iz Beaufort Westa. Leta 1884 je bila z istega območja pridobljena tretja koža, čeprav je imela bolj izrazite lise in je bila nekoliko manjša. Do poznih 1880-ih so lovci na trofeje izločili volnate geparde; glede na število in lokacijo osebkov se zdi, da se je ta varianta razvila zelo nedavno (generacije in ne tisočletja); morda so bile vse te živali (zdi se, da jih je v najboljšem primeru znanih le peščica) potomci enega samskega para, rojenega okoli leta 1875, ali morda še ene generacije. Volnati gepard je v vsakem primeru izginil.
Kraljevega geparda je leta 1927 naravoslovec Reginald Innes Pocock štel za drugo vrsto. Ugotovljeno je bilo, da gre za mutacijo, ki jo povzroča recesivni gen. Kraljevi gepard je redka različica južnega geparda, ki so ga prvič odkrili v južni Rodeziji leta 1925. Kraljevega geparda so prvič našli v Južni Afriki leta 1940 in v Bocvani leta 1942. Vendar se je leta 1981 izkazalo, da kraljevi gepardi nikoli niso bili druga vrsta, saj so se kraljevi gepardi skotili iz rednih staršev v Centru za geparde in divje živali De Wildt v Južni Afriki, drugi kraljevi gepard pa je bil rojen iz dveh samic, ki sta se parili z divjim samcem geparda iz province Transvaal, in še več kraljevi gepardi so se rodili pozneje v De Wildt Cheetah Centru. Kraljeve geparde najdemo v Južni Afriki, Zimbabveju in Bocvani. Leta 2012 je bilo ugotovljeno, da je vzrok za ta alternativni vzorec dlake mutacija v genu za transmembransko aminopeptidazo Q (Taqpep), istem genu, ki je odgovoren za črtasto "skušo" v primerjavi s "klasičnimi" vzorci lis, ki so jih opazili pri mačjih dlakah.
Gepard ima tudi melanizem kot eno svojih redkih barvnih oblik. Melanističnega geparda v Zambiji je Vesey Fitzgerald videl v družbi pegastega geparda.

## Značilnosti
Gepard je srednje velika mačka. Skupna velikost odraslega samca geparda lahko meri od 168 do 200 cm in 162 do 213 cm za samice. Odrasli gepardi so ob ramenih visoki od 70 do 90 cm. Samci so nekoliko višji od samic in imajo nekoliko večjo glavo s širšimi sekalci in daljšimi čeljustmi.
Meritve divjih gepardov v Namibiji kažejo, da se samice gibljejo po dolžini glave in telesa od 113 do 140 cm z dolgim repom od 59,5 do 73,0 cm in tehtajo med 21,0 in 63,0 kg; samci se gibljejo po dolžini glave in telesa od 113 do 136 cm z dolgimi repi od 60 do 84 cm in tehtajo med 28,5 in 65,0 kg.
Gepard ima svetlo rumeno ali včasih zlato dlako, njegov kožuh pa je nekoliko debelejši kot pri drugih podvrstah. Bela spodnja stran je zelo izrazita, zlasti na vratu in prsih, na trebuhu pa je manj pegastih madežev. Pege na obrazu so bolj izrazite in na splošno se zdijo njegove lise bolj goste kot pri večini drugih podvrst. Sledi solz so na vogalih ust izrazito debelejši in skoraj vsi imajo izrazite rjave oznake brkov. Tako kot azijski gepard je znano, da ima za repom krzno in ima bele in črne konice na koncu repa. Vendar ima gepard lahko tudi samo črno konico na koncu repa.
Na puščavskih območjih, kot je Kalahari, so gepardi nekoliko manjši in lažji, s tanjšim, svetlim krznom, kar ima tudi severozahodnoafriški gepard.

## Razširjenost in habitat
Jugovzhodni afriški gepard običajno živi na traviščih, savanah, grmičastih gozdovih in sušnih okoljih, kot so puščave in polpuščavske stepe. Te geparde lahko najdemo na odprtih planotah, kjer z zelo veliko hitrostjo preganjajo in lovijo rastlinojede sesalce, kot so antilope. V Južni Afriki ima gepard raje tudi gozdove (v Krugerjevem narodnem parku), grmičevje, visoke gore, gorska travišča in gorska območja, kjer je večinoma na voljo ugoden plen.
Jugovzhodni afriški gepard je trenutno najpogostejša podvrsta in je bil razširjen povsod v južni do osrednji Afriki, od Južne Afrike do južne Demokratične republike Kongo (provinca Katanga) in južne Tanzanije. Njegov domet je zdaj močno zmanjšan, kjer je na območju 1.223.388 km², kar je 22 % njegovega prvotnega dosega.
Od leta 1990 je bilo v Namibiji predhodno ocenjeno na le 2000 posameznikov, od leta 2015 pa danes v Namibiji živi več kot 3500 gepardov. Država ohranja največjo populacijo divjih gepardov na svetu. Približno 90–95 % gepardov živi na namibijskih kmetijskih zemljiščih; drugi živijo v porečju Kalahari, obalnih puščavah Namib in Kaokoveld ter osrednji do severovzhodni regiji države. Čeprav so namibijski gepardi večinoma zunaj zavarovanih območij, živijo tudi v zavetišču za divje živali Naankuse, narodnem parku Namib-Naukluft in narodnem parku Bwabwata. Gepardi so precej neobičajni v narodnem parku Etoša in v Palmwagu.
Bocvana ima od leta 2016 približno 2000 gepardov, drugo največjo populacijo gepardov. Večinoma jih najdemo v sušnih habitatih osrednjega Kalaharija, naravnega rezervata Mokolodi in čezmejnega parka Kgalagadi (znan kot narodni park Gemsbok v Bocvani) na jugu, na jugozahodu in tudi v severni regiji države, ki ima največjo bazo plena, kot so Okavangova delta, narodni park Chobe in rezervat za divjad Moremi. Znano je tudi, da rezervat za divjad Khutse vsebuje veliko primerne podlage za plen za geparde, kot so skokonoga gazela, pasana in gnu. Geparde redko najdemo v vzhodni Bocvani in na meji z Zimbabvejem.
V Južni Afriki gepardi živijo v provincah Limpopo, Mpumalanga, North West in Northern Cape. Po prizadevanjih za ohranjanje skozi leta so bili gepardi ponovno naseljeni v vzhodnih, zahodnih in južnih delih, pred kratkim pa v provinci Free State v državi. Več kot 90 % populacije gepardov je zunaj zavarovanih območij, kot so rezervati divjadi in kmetijskih zemljišč. Več kot 412 gepardov je v Krugerjevem narodnem parku, subpopulacije od 300 do 350 v parkih in rezervatih ter 400 do 500 prosto potujočih na kmetijskih zemljiščih v Limpopo in severozahodni provinci, čeprav je čezmejni park Kgalagadi trdnjava za geparde. Nacionalna parka Kruger in Kalahari Gemsbok imata največje populacije; v njih živi približno 42 % južnoafriških gepardov. Cheetahs had not always been common in South Africa. Gepardi v Južni Afriki niso bili vedno pogosti. Do zdaj je v državi tretja največja populacija gepardov po letih ohranjanja in ponovnih vnosov v naravo. Ocenjuje se, da v letu 2016 v divjini živi približno 1500 odraslih gepardov.
Populacija gepardov se je v Zimbabveju dramatično zmanjšala s približno tisoč na 400 od leta 2007. Trenutno je populacija Zimbabveja ocenjena na 165 osebkov. Pred upadom populacije so bili gepardi v Zimbabveju bolj razširjeni, njihova populacija pa je imela odlično stopnjo rasti, v kateri je uspevalo več kot 1500 posameznikov. Leta 1973 je v Zimbabveju živelo približno 400 gepardov, leta 1987 pa se je število povečalo na 470. Leta 1991 je Oddelek za upravljanje parkov in divjih živali Zimbabveja našel skupno populacijo 1391 gepardov. Leta 1999 je bila ocenjena najmanjša skupna populacija 1520, v kateri je več kot 1200 teh gepardov živelo na komercialnih kmetijskih zemljiščih, 320 pa v narodnih parkih. Leto pozneje se je v več poročilih spraševalo, ali so zimbabvejski gepardi stabilni ali se zmanjšujejo, vendar so se v tistem času povečali. Vendar pa je znano, da so gepardi zelo ogroženi na kmetijskih zemljiščih, kjer je med letoma 1999 in 2007 80 % populacije zimbabvejskih gepardov, ki živijo na zasebnih kmetijskih zemljiščih, močno upadlo zaradi konflikta med človekom in gepardom, in se je zmanjšalo z več kot tisoč na manj kot 400 od leta 2007. Približno 100 gepardov so ubili živinorejci v nižinskem delu Zimbabveja na leto. Leta pozneje tam najdemo približno 150 do 170 odraslih gepardov in spopad med človekom in gepardom ni več velika grožnja tej vrsti. Večina zimbabvejskih gepardov danes živi na zavarovanih območjih. Geparde najdemo predvsem v južnih do osrednjih regijah. Izolirane populacije najdemo v severozahodnem Zimbabveju, kot so Viktorijini slapovi, Matetsi in kotanja Kazuma, tudi blizu meje z Mozambikom. Nacionalni park Hwange, največji rezervat s površino 14.650 km², je glavna utrdba zimbabvejskih gepardov. Gepardi živijo tudi v narodnem parku Matobo. Gepardi v dolini Zambezi so skoraj izumrli, saj so v narodnem parku Matusadona ostali le trije posamezniki in 9 v narodnem parku Mana Pools. Devetindvajset jih je ostalo v zimbabvejskem nižinskem delu, večina jih živi v narodnem parku Gonarezhou, zasebnih rezervatih (Bubye, Save, Malilangwe, Nuanetsi) in na pečinah Chilojo.
V Zambiji so geparde večinoma opazili v kampu Matamene v narodnem parku Liuwa Plain iz Zahodne province. Narodni park je del čezmejnega ohranitvenega območja Kavango–Zambezi. Prisotni so tudi v 5.000 km2 narodnem parku Kafue, blizu reke Kafue in v 22.400 km² nacionalnem parku Sioma Ngwezi (drugi največji park v Afriki) v jugozahodnem kotu Zambije. V državi živi približno 100 gepardov.
Leta 2007 je bilo ocenjeno, da je v Mozambiku preživelo od 50 do 90 gepardov, kjer ta vrsta naseljuje travnike, savane ter mešane gozdove akacije in mopana. Večino habitatov sestavljajo mokrišča in reke. Zgodovinsko gledano je bil v državi zelo razširjen, vendar se je do leta 1975 populacija zmanjšala na približno 200 posameznikov zaradi intenzivnega lova med državljansko vojno v Mozambiku. Pasti s kamerami, ki so bile postavljene v letih 2004 in 2011, so razkrile stalno prisotnost gepardov, drugih plenilcev in rastlinojedih živali na varstvenih območjih Mozambika v čezmejnem parku Great Limpopo. V narodnem parku Limpopo živi okoli 35 gepardov. Gepardi so prisotni tudi v narodnem parku Zinave in narodnem parku Banhine, ki sta del čezmejnega parka Great Limpopo.
Poleg osrednje in severne regije je zdaj redki gepard živel v južni Tanzaniji. Bil je blizu meje Zambije/Malavija na jugozahodu do skrajnega jugovzhodnega dela države. Te geparde najdemo v rezervatu Mpanga-Kipengere Game Reserve in Uwanda Game Reserve. Ali so v rezervatu Selous Game Reserve izumrli ali ne, ni znano.
Avtohtona populacija gepardov je v Esvaziniju izumrla. Leta 1997 so bili trije gepardi ponovno naseljeni v kraljevi nacionalni park Hlane, največje 300 km2 zaščiteno območje Esvatinija.
V Angoli je nekoč veljalo, da je gepard izumrl, vendar so leta 2010 v narodnem parku Iona, ki meri 16.000 km², opazili dva odrasla samca geparda. To je bilo prvič, da so geparde opazili v divjini Angole po 30 letih. To zavarovano območje zagotavlja primeren habitat za geparda, saj ima veliko, odprto savano, kjer se nahajata skokonoga gazela in oriks.
V 1980-ih so se gepardi pojavljali na treh zavarovanih območjih, in sicer v narodnem parku Kasungu, narodnem parku Nyika in rezervatu divjadi Vwaza Marsh, tudi na meji z Zambijo na zahodu. Leta 2007 je populacija majhnih gepardov veljala za lokalno izumrlo zaradi izgube primernega habitata in pomanjkanja plena.

### Nekdanji obseg
V začetku 20. stoletja so bili afriški gepardi razširjeni povsod na celini, dokler niso izgubili večine svojega območja razširjenosti in izginili iz 23 držav. Gepardi so lokalno izumrli iz Lesota in južnega dela Demokratične republike Kongo. Nekoč so živeli v Katangi, južnem Bandunduju, južnem Kasai-Occidentalu in Bas-Kongu. Verjetno so se razširili do Kinšase. Prej je bilo ocenjeno, da je v Kongu med 1950 in 70 leti živelo približno 100 do 500 gepardov. Nacionalni park Kundelungu je bil ena od preostalih utrdb za geparde po nedavnem izumrtju gepardov iz narodnega parka Virunga in sudanskih gepardov iz narodnega parka Garamba v 60. letih prejšnjega stoletja. Govorice o videnjih so občasno poročali v južnih regijah Konga, na primer blizu meje z Angolo, okoli ozemlja Sandoa in na planoti Kibara v narodnem parku Upemba. Do danes Upemba še vedno velja za edini nacionalni park v državi, ki vsebuje populacije gepardov.

## Ekologija in vedenje

### Razmnoževanje in življenjski cikel
Samci gepardov so družabni in lahko živijo v skupini z drugimi samci. Samci vzpostavijo svoja ozemlja tako, da označujejo svoja ozemlja z uriniranjem na drevesa ali termitnjake.
Samice pa niso družabne in ne vzpostavljajo ozemlja. So osamljene in se izogibajo druga drugi. Lahko pa živijo s svojimi materami, hčerkami ali sestrami na svojih domačih območjih. Velikost domačega območja samice je lahko odvisna od osnove plena. Gepardi v gozdovih južne Afrike imajo obseg le 34 km2, medtem ko v nekaterih delih Namibije lahko dosežejo 1500 km2.
Samice geparda se lahko razmnožujejo pri starosti 13 do 16 mesecev in s tipično starostjo spolne zrelosti med 20 in 23 meseci. Brejost lahko traja od 90 do 95 dni. Mladiči se večinoma rodijo od novembra do januarja v Namibiji in od novembra do marca v Zambiji. Samice lovijo solo, razen da mladiči geparda spremljajo svoje matere, da se po starosti 5–6 tednov naučijo samostojno loviti. Ko mladiči dopolnijo 18 mesecev, jih mati zapusti, bratje in sestre pa ostanejo v skupini nekaj mesecev, dokler sestre ne zapustijo skupine in bratje ostanejo skupaj. Mladiči se lahko po ločitvi od matere povežejo z drugimi samci.

### Lov in prehrana
Gepard je mesojedi sesalec. Pleni srednje velike in velike antilope ter hitre majhne živali, kot so zajci in glodavci. Najraje ima impalo, kuduja, puku, oribija, gazele, oriksa, gnuja, svinjo bradavičarko in druge kopitarje. Najljubši plen geparda sta oriks in navadna niala (Tragelaphus angasii).

### Sovražniki in tekmeci
Tako kot druge geparde jih na njihovem območju ogrožajo in prekašajo večji plenilci. Ogrožajo jih levi in lisaste hijene, saj jim lahko ukradejo trupla. Gepardi so svoje obroke predajali lisastim hijenam. Vendar pa lahko koalicije samcev odraslih gepardov preženejo plenilce, en sam gepard pa lahko prežene šakale in samotnega divjega psa.

## Grožnje
Južnoafriški gepard je ranljiva podvrsta zaradi krivolova, izgube habitata in pomanjkanja plena. Nediskriminatorno lovljenje in odstranjevanje divjih gepardov v južni Afriki še naprej ogrožata preživetje te vrste, saj lahko zmanjša genetsko raznovrstnost v naravi in se v ujetništvu slabo razmnožujejo. Njegovo preživetje je ogroženo tudi zaradi parjenja v sorodstvu. V Bocvani geparde večinoma ogrožajo spremembe habitata.
V 1970-ih je bilo na namibijskih kmetijskih zemljiščih ubitih 9500 gepardov. Kot zaščitena vrsta v Namibiji je ljudem dovoljeno odstraniti namibijske geparde le, če predstavljajo nevarnost za živino ali človeško življenje. Žal lahko kmetje ujamejo namibijske geparde, pri čemer pogosto odstranijo ali ubijejo tiste, ki niso ubili nobene živine. Približno 90 % populacije namibijskih gepardov živi na kmetijskih zemljiščih.
V Bocvani je gepard od leta 1968 zaščiten v skladu z zakonodajo o ohranjenih živalih, ki strogo omejuje lov in ulov. Pred tem je upad primernega plena povzročil, da so se gepardi hranili z živino. Približno 50 gepardov so pred tem vsako leto lovili plemena, da bi zaščitili živino.
Omejena mednarodna trgovina z živimi živalmi in kožami je dovoljena iz Namibije, Zimbabveja in Bocvane.

## Stanje ohranjenosti
| Država                 | Ocena     |
| ---------------------- | --------- |
| Angola                 | ???       |
| Bocvana                | 2.000     |
| Vzhodni Kongo          | n/a       |
| Lesoto                 | n/a       |
| Malavi                 | 25–30     |
| Mozambik               | 50–90     |
| Namibija               | 3.500     |
| Republika Južna Afrika | 1.500     |
| Svazi                  | ???       |
| Tanzanija              | ???       |
| Zambija                | 100       |
| Zimbabve               | 165       |
| Skupaj                 | 7369–7409 |

Prej ocenjeno na populacijo 4190 posameznikov v južni Afriki od leta 2007, je skupna populacija južnoafriškega geparda verjetno dosegla več kot 6000 osebkov , pri čemer ima Namibija največjo populacijo gepardov na svetu. Od leta 1990 je bilo ocenjeno, da je populacija v Namibiji približno 2500 osebkov; do leta 2015 se je populacija gepardov v državi povečala na več kot 3500. Bocvana ima drugo največjo populacijo gepardov - leta 2007 je bila ocenjena populacija 1800. Vendar pa je bilo leta 2016 v Bocvani približno 2000 gepardov, kar je približno 20 % svetovnih gepardov. Leta 2007 je v Južni Afriki ostalo približno 550 do 850 gepardov. Po številnih prizadevanjih za ohranitev se je populacija gepardov povečala na več kot 1000. Leta 2013 je bila ocenjena populacija med 1200 in 1300 gepardov v Južni Afriki. Medtem ko ocenjujejo, da od leta 2016 v Južni Afriki živi 1500 odraslih gepardov, je Sklad za ogrožene divje živali navedel, da se skupna populacija giblje med 1166 in 1742 gepardov samo v Južni Afriki leta 2017. Nasprotno, v Zimbabveju se je populacija gepardov močno zmanjšala, in sicer z več kot 1500 gepardov od leta 1999 na 400 gepardov leta 2007, in med 150 in 170 gepardov od leta 2015.
V afriških državah in Iranu obstaja več projektov ohranjanja vrste geparda. Tako kot azijski gepard je tudi južnoafriški gepard pritegnil več pozornosti ljudi kot druge podvrste
Tri podvrste geparda so vključene na seznam IUCN ranljivih vrst (tri ogrožene afriške podvrste, severozahodne afriške in azijske podvrste v kritičnem stanju), kot tudi v Zakon o ogroženih vrstah ZDA: ogrožene vrste - Appendix I of CITES (Konvencija o mednarodni trgovini) v ogroženih vrstah).
Sklad za ohranjanje gepardov, ki je bil ustanovljen leta 1990 v Namibiji, je biti svetovni vir, ki je zadolžen za zaščito geparda in zagotavljanje njegove prihodnosti. Organizacija sodeluje z vsemi deležniki v ekosistemu geparda, da bi razvila najboljše prakse na področju raziskav, izobraževanja in ekologije ter ustvarila trajnostni model, od katerega bodo imele koristi vse druge vrste, vključno z ljudmi. Ocenjuje se, da je v divjini v 25 afriških državah ostalo okoli 12.400 gepardov. IUCN je pred kratkim našel 6674 zrelih osebkov; Največ jih ima Namibija z več kot 3500, od tega jih 90 % živi zunaj zavarovanih območij. Rejski programi so bili uspešni, vključno z uporabo in vitro oploditve, v živalskih vrtovih po vsem svetu.
Znano je, da se gepardi v ujetništvu slabo razmnožujejo, čeprav je več organizacij, kot sta De Wildt Cheetah and Wildlife Center, uspelo vzrediti veliko število mladičev gepardov. Leta 2009 je center vzgojil več kot 800 mladičev.